# لی شوفانگ
لی شوفانگ (انگلیسی: Li Shufang؛ زادهٔ ۶ مهٔ ۱۹۷۹) جودوکار اهل چین است.